# Зв'язок у Львові

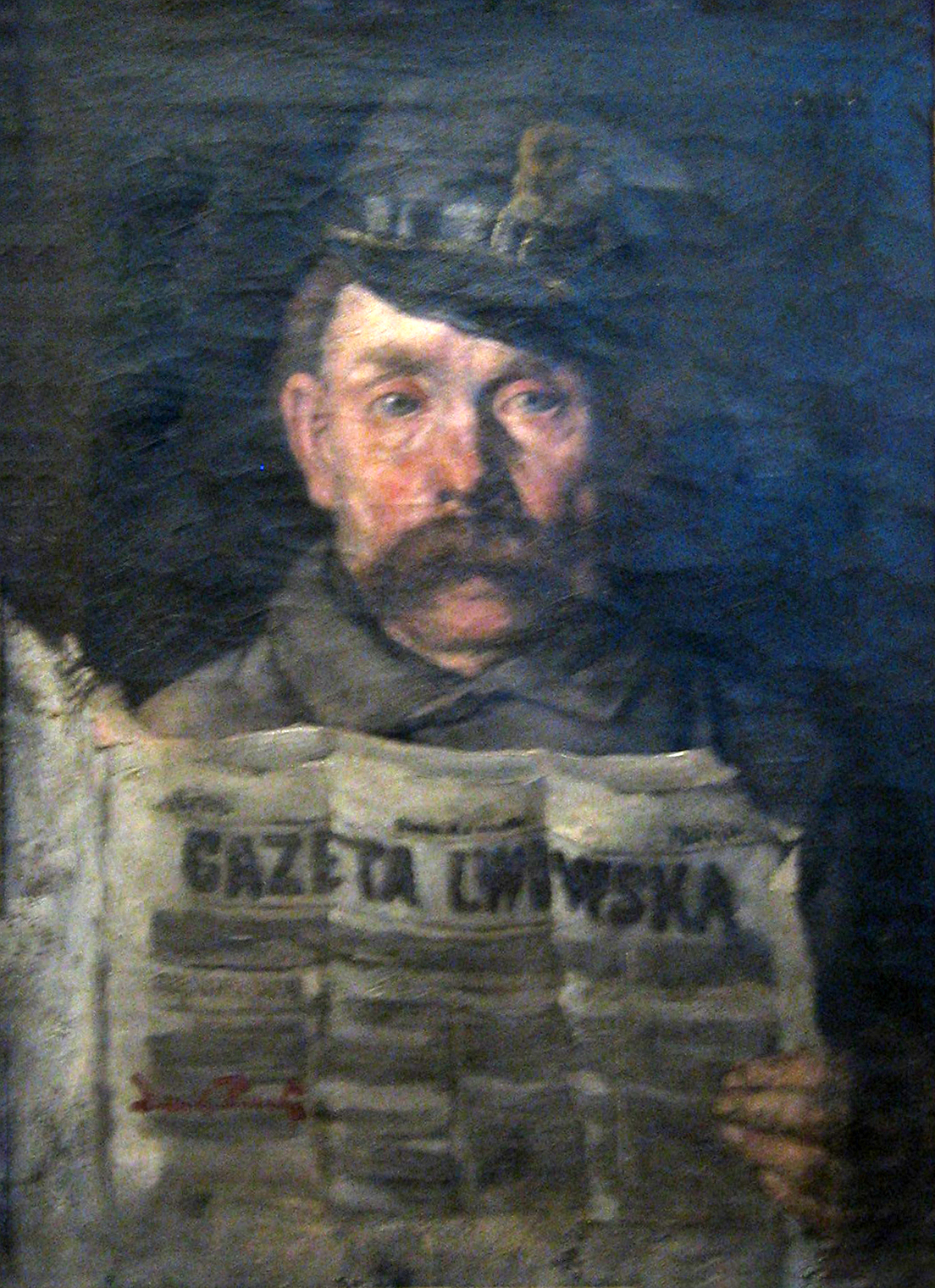
Людовік Стасяк. «Поштар»

Історія виникнення та розвитку зв'язку у Львові.

## Пошта

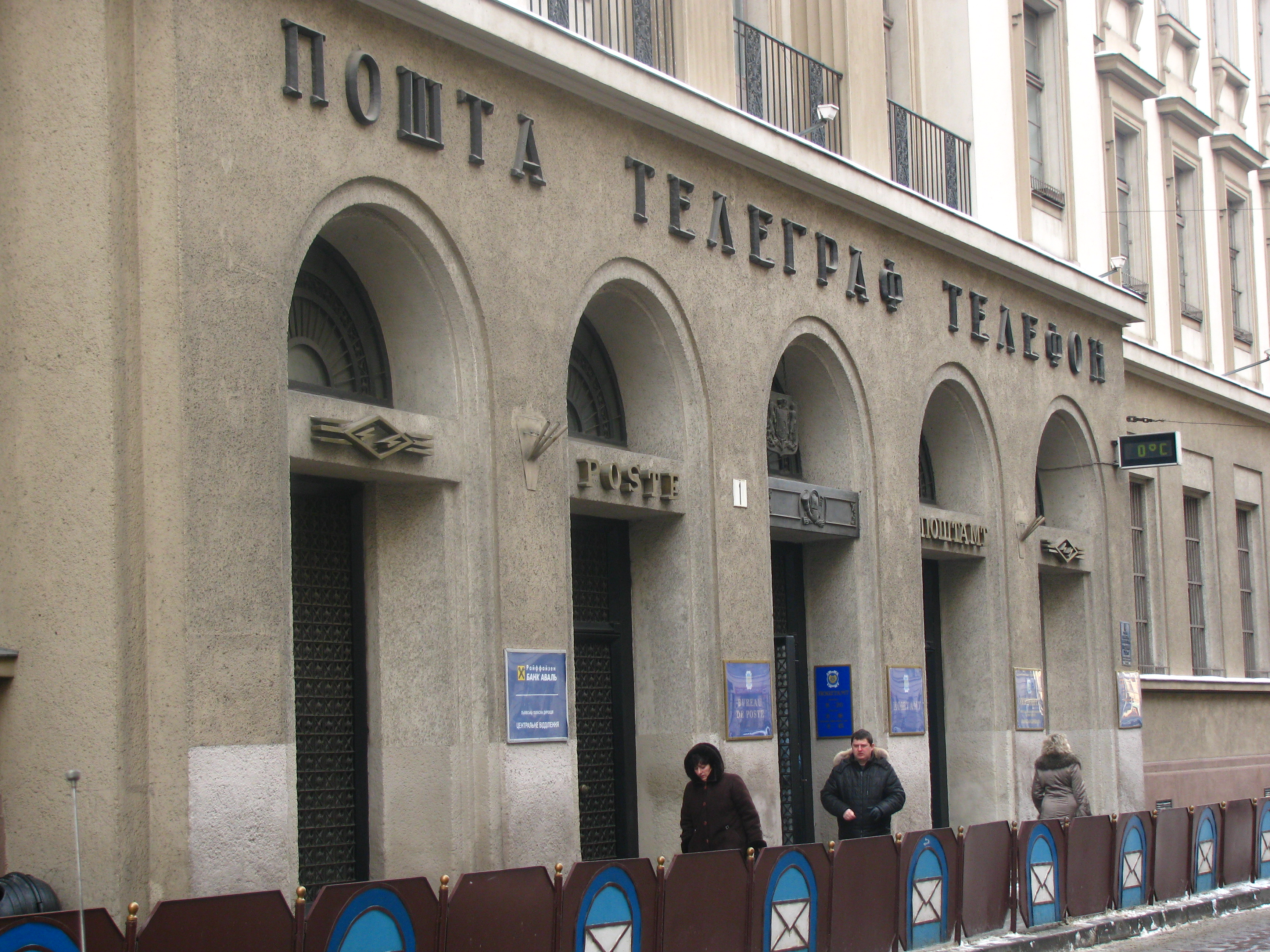
Львівський поштамт

Перше поштове сполучення у Львові (воно ж — перше на території України) налагодив у 1629 флорентійський купець Роберто Бандінеллі, онук відомого скульптора Баччо Бандінеллі. Перші постійні поштові тракти було організовано на двох напрямках: «Замостя — Люблін — Варшава — Торунь — Ґданськ» і «Ярослав — Ряшів — Тарнів — Краків». За бажанням, посилки відправлялися і в інших напрямках. Кур'єри Бандінелі славилися своєю швидкістю. Вони довозили пошту до міст північної Італії з неймовірною на той час швидкістю — лише за два тижні. Сама поштова контора містилась у будинку №2 на площі Ринок (палац Бандінеллі). Згодом львівська пошта почала постійно обслуговувати і тракт на Кам'янець-Подільський та увійшла таким чином до системи королівської пошти Речі Посполитої.
За часів Австро-Угорщини у Львові діяли 21 поштове відділення, відкриті (крім центрального, чинного з 18 століття) у період 1862-1900. У 1890 на вулиці Словацького, 1 завершили будівництво нового будинку дирекції Львівської пошти.
На Львівській пошті працює понад 6,5 тисяч осіб, вона має 53 відділення. Пошта пропонує як класичні послуги, так і сучасні, зокрема, електронний поштовий переказ.
Поштові індекси Львова: 79000-79090 (Винники — 79495, Брюховичі — 79491, Рудне — 79493).

## Телеграф
1846 року встановлено телеграфний зв'язок Львова з Віднем, і саме з цього почався розвиток телеграфу на українських землях (для порівняння — телеграфний зв'язок між Києвом і Петербургом встановили у 1855).

## Телефон
У липні 1882 р. приватна кампанія заснувала у Львові підприємство з надання послуг телефонії, 1883 р. постала перша у Львові (і в Україні) міська телефонна мережа.
Перші телефони з'явились у Львові в 1885. 16 грудня того ж року Gazeta Lwowska надрукувала перелік перших «абонентів Товариства телефонів», серед яких були: 7 установ адміністративної влади (суди, прокуратура, поліція, обласний відділ), 3 установи культури, два підрозділи пожежної охорони, 7 лікарів, дві лікарні, 6 банків, дві контори, 6 торгових домів, 5 фабрик, 3 об'єкти залізниця, 3 готелі, 3 редакції (Dziennik Polski, Gazeta Narodowa, Gazeta Lwowska), 8 адвокатів, 16 приватних осіб.
1887 року відбулося 196 276 телефонних розмов; крім цього, тоді ж уперше телефоном почали надавати телеграми – за рік нарахували аж 1 788 депеш.

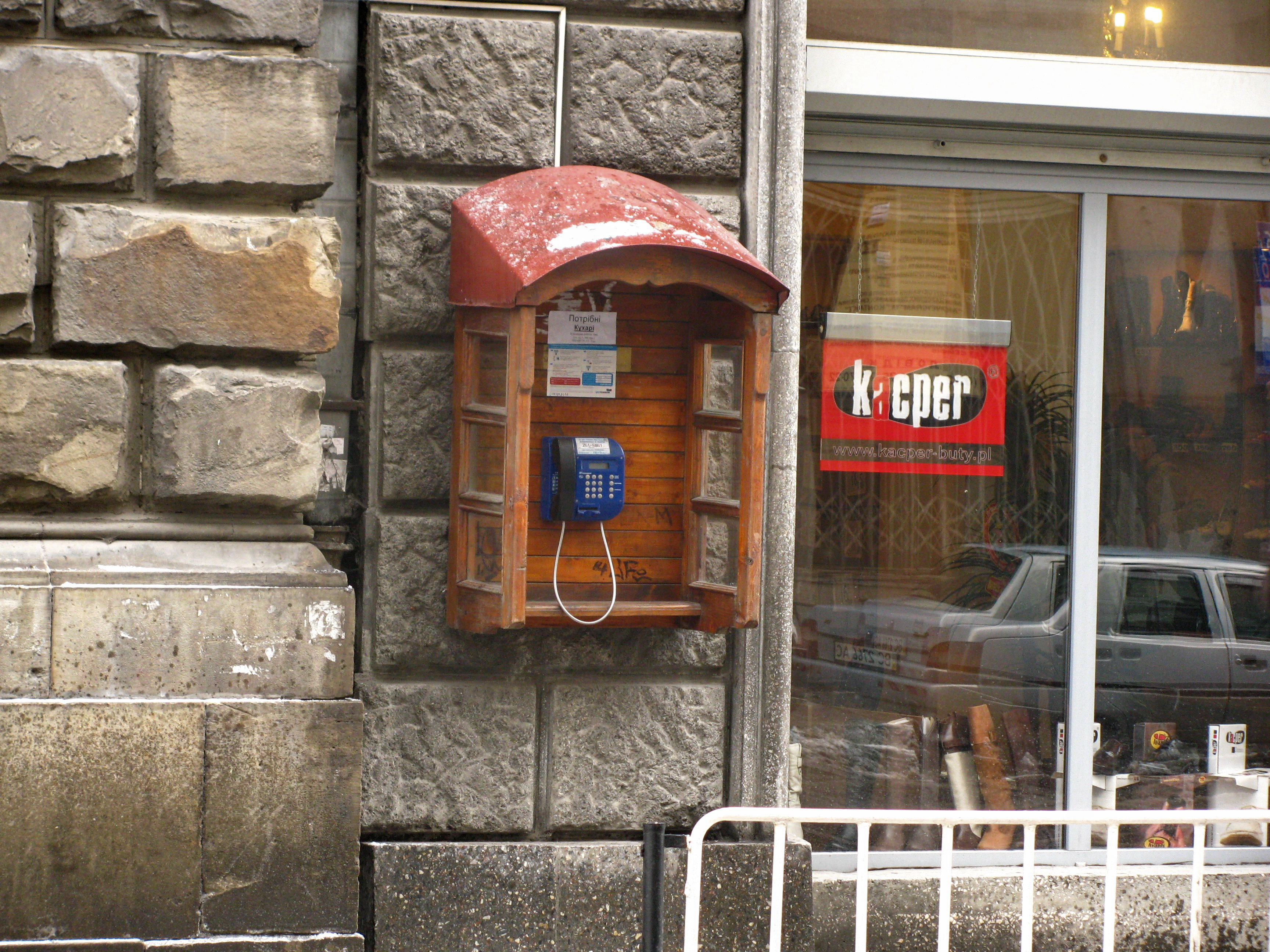
Традиційний для міста телефонний автомат (2010)

Телефонна служба працювала цілодобово. Перша її адреса — театральний будинок (будівля теперішнього театру імені Марії Заньковецької), 3-й поверх, площа Голуховських (тепер площа Торгова). Замовлення приймалися з 9 до 12 ранку і з 3 до 6 годин вдень.
У 1896 Львів уже було телефонізовано аж до передмість і почалася телефонізація провінції. Значний поштовх розвитку телефонного зв'язку надало відкриття у червні 1896 лінії Краків—Відень.
В поштових відділеннях та на вокзалах Галичини були, як правило, розташовані Публічні телефонні кабіни – мовниці. Платня за звичайну трихвилинну розмову становила від 60 геллерів до 3 крон. 1901 р. у Львові було 11 публічних «мовниць», тобто загально доступних телефонних кабін.
До 1922 телефонна служба була підпорядкована Дирекції пошт і телеграфів у Львові. У 1922 у Варшаві організували Польське телефонне товариство, його відділ у Львові мав назву Управління львівських телефонів і діяв за адресою: вулиця Коперніка, 34. 23 вересня 1925 товариство отримало дозвіл міської влади на будівництво власного будинку на вулиці Сикстуській (тепер — Петра Дорошенка), 26.
Завдяки телефонному довіднику 1932 року «Kogo szukasz?» довідуємося про існування 10 700 власників телефонних номерів. У 1939 році у Львові міська АТС машинної системи нарахували вже 13 500 номерів. Діяв зв’язок: Варшава-Львів-Рівне.
У 1950-1953 р. почався серійний випуск типової двочастотної апаратури для магістрального напівавтоматичного міжміського телефонного зв'язку. Одним з перших в Україні нові телефонні станції з 1946-го року почав випускати Львівський завод телефонно-телеграфного обладнання.
2003 ВАТ «Укртелеком» (національний оператор) замінив у Львові більшість шестизначних номерів фіксованого зв'язку семизначними. Нині всі номери семизначні. Телефонний код Львова сьогодні — +38032.

## Інтернет
У Львові в лютому 1993 р. було здійснено перше в Україні підключення до глобального Інтернету некомутованими лініями зв’язку. Це було зроблено в будівлі Інституту фізики конденсованих систем НАН України (вулиця Свєнціцького, 1) в партнерстві зі Шведською космічною корпорацією через супутник Tele-X в рамках проекту UARNet – Українська академічна і дослідницька мережа. Пізніше створена однойменна компанія яка досі залишається однією з найбільших інтернет-провайдерів у Західній Україні, а також одним із найбільших магістральних операторів України.

## Мобільний зв'язок
Еру мобільного зв’язку у Львові розпочала компанія UMC. Офіційна презентація Львівської філії та мережі NMT (покоління 1G) відбулася 11 листопада 1994 року. На момент запуску мережі в місті працювало три базові станції, а штат філії нараховував 15 працівників. Перший дзвінок здійснив голова Львівської ОДА Микола Горинь, який зателефонував Надзвичайному і Повноважному послу України в Польщі Петру Сардачуку.
Влітку 1998 року UMC вперше в Західній Україні запускає зв’язок стандарту GSM-900 (покоління 2G).
19 травня 2015 року у Львові оператор life:) вперше в Україні в комерційну експлуатацію запустив мережу UMTS (покоління 3G).